# Marine Blandin
Pour les articles homonymes, voir Blandin (homonymie).
Marine Blandin est une autrice de bande dessinée et illustratrice française née en 1984.

## Biographie
Originaire de l'Essonne, Marine Blandin étudie à l'École européenne supérieure de l'image d'Angoulême en 2008. 
En 2012, elle se déclare influencée par Jacaranda de Shiriagari Kotobuki, les mangas et André Franquin.
Elle entre en résidence à la maison des auteurs d'Angoulême. S'inspirant du « complexe Nautilis, à Saint-Yrieix-sur-Charente », elle livre en 2011 son premier album, Fables nautiques (Delcourt). L'ouvrage porte sur un « parc de loisirs aquatique érigé sur les vestiges d'un cimetière pour animaux ». Le livre figure dans la sélection du festival d'Angoulême 2012. Par la suite, ses travaux paraissent dans l'exposition « L'eau dessinée » organisée par la Fondation François Schneider,.
Avec Sébastien Chrisostome au scénario, elle réalise La Renarde, dont les albums sont parus en 2015 et 2018. Le premier volume figure dans la sélection au festival d'Angoulême 2016.
En 2019, elle livre CO₂ (éd. Comme une orange), « compilation de strips végétaux ».

## Œuvres

### Bandes dessinées
- Fables nautiques[11] (scénario, dessin et couleurs), Delcourt, coll. Shampooing, 2011  (ISBN 978-2-7560-2177-5)
- La Renarde (dessin), textes et couleurs de Sébastien Chrisostome, Casterman, coll. Professeur Cyclope

1. Cruautés, 2015  (ISBN 978-2-203-09178-8)
2. Acharnement[12], 2019  (ISBN 978-2-203-12083-9)

- CO₂ (scénario, dessin et couleurs), éd. Comme une orange, 2019  (ISBN 978-2-919703-28-9)
- La petite chienne et la louve (scénario, dessin et couleurs), éd. Biscoto, 2022  (ISBN 978-2-37962-071-3)

### Illustration
- Alex au pays des livres, ou l'étrange aventure du garçon qui n'aimait pas les livres, textes de Christine Beigel, éd. Oskar, coll. Ottokar, 2016  (ISBN 9791021404601)
- L'anti-guide de la 6e, textes de Fabrice Colin, éd. PlayBac, 2016  (ISBN 9782809656497)
- Paroles de sorciers, textes de Jean-Christophe Tixier, éd. Rageot, 2018  (ISBN 9782700252521)